# 內姆·奧奴夏
齊內姆·"內姆"·奧奴夏（英語：Chinedum "Nedum" Onuoha，1986年11月12日—），乃一名英格蘭職業足球員，擁有尼日利亞血統，司職後衛，偶爾會客串右閘和左閘。出身曼城青訓系統，曾是英格蘭U21代表隊隊員，在代表隊於2009年U21歐洲國家盃擔任正選之位。

## 生平
奧奴夏在星光熠熠的曼城陣中上陣機會有限，於2010年8月11日被外借到另一支英超球隊新特蘭一個球季。
2012年1月26日奧奴夏轉投英超升班馬昆士柏流浪，簽約四年半。

## 外部連結
- 足球数据库：奧奴夏的球员统计数据
- Icons.com 奧奴夏官網